# Mark L. Polansky
Mark Lewis „Roman“ Polansky (* 2. Juni 1956 in Paterson, New Jersey, USA) ist ein ehemaliger amerikanischer Astronaut.

## Leben
Polansky ist Sohn eines kaukasischen Juden Irving Polansky und einer koreanischstämmigen Mutter aus Hawaii, Edith, und wurde in Paterson geboren, einer Stadt 35 Kilometer nordwestlich von New York, aufgewachsen ist er in Edison. Polansky schloss 1974 die John P. Stevens High School ab, ging dann nach Indiana an die Purdue University und begann zu studieren. 1978 erhielt er ein Bachelor- und ein Master-Diplom als Luft- und Raumfahrttechniker.
Danach machte Polansky in der US-Luftwaffe (USAF) Karriere. Auf der Vance Air Force Base in Oklahoma wurde er anderthalb Jahre zum Militärpiloten ausgebildet, schloss mit Auszeichnung ab, und wurde dann nach Virginia versetzt. Dort flog er drei Jahre auf der F-15 „Eagle“. Ab 1983 schulte er auf der F-5E „Tiger II“ Piloten im taktischen Luftkampf: zunächst auf der Clark Air Base auf den Philippinen, die bis zu ihrer Schließung Ende 1991 der größte US-Stützpunkt außerhalb der Vereinigten Staaten war, und später in Nevada. Es folgte eine Ausbildung zum Testpiloten auf der USAF Test Pilot School in Kalifornien, die er 1987 mit Auszeichnung beendete. Danach entwickelte er auf der Eglin Air Force Base in Florida fünf Jahre lang die Waffen- und Bordsysteme der F-15 weiter.
1992 wurde Polansky wieder Zivilist und fand eine Anstellung am Johnson Space Center (JSC) der NASA in Texas. Als Forschungspilot schulte er die Astronauten auf Trainingsflugzeugen im Umgang des Space Shuttle bei der Landung.

## Astronautentätigkeit
Mark Polansky war Teenager, als Neil Armstrong und Buzz Aldrin 1969 als erste Menschen den Mond betraten. Dieses Ereignis hatte ihn so fasziniert, dass er seither Raumfahrer werden wollte. Neuen Auftrieb bekam sein Berufswunsch, als er von der öffentlichen Purdue University angenommen wurde, denn viele bekannte Astronauten hat diese Lehranstalt hervorgebracht – darunter auch Armstrong. Trotzdem brauchte Polansky vier Anläufe, bis er sein Ziel erreicht hatte. Zwei Mal hatte er es sogar bis in die Endrunde geschafft: im Oktober 1989 wurde er für die 13. NASA-Gruppe ins JSC eingeladen und im Juni 1994 (15. Gruppe) erneut.
Polansky, der wegen der Ähnlichkeit seines Nachnamens zu dem des bekannten Filmregisseurs Roman Polański von seinen Freunden gern Roman gerufen wird, kam schließlich mit der 16. Gruppe ins Astronautenkorps. Er zählte zu den insgesamt 2.432 Bewerbern, die den formalen Auswahlkriterien entsprachen. Daraus gingen 123 Finalisten hervor, die zwischen Oktober 1995 und Februar 1996 das JSC in Houston besuchten, um Bewerbungsgespräche zu führen und medizinisch untersucht zu werden. Mark stellte sich mit der zweiten Finalistengruppe Anfang November 1995 der Auswahlkommission vor.
Der überproportionale Umfang der Klasse von 1996 könnte auf eine interne NASA-Studie zurückzuführen sein, die im Jahr zuvor mit dem Ziel in Auftrag gegeben worden war, herauszufinden, ob die Behörde nicht mit weniger Astronauten auskommen könne. Das überraschende Ergebnis war, dass das Astronautenbüro mit seinen damals knapp über 90 aktiven Raumfahrern unterbesetzt war. Für die Aufbauphase der Internationalen Raumstation (ISS) würden zwischen 120 und 130 Astronauten benötigt. Danach, so die Studie, könne das Korps dann wieder dezimiert werden.
Mitte August 1996 begann Polansky zusammen mit den 43 anderen Bewerbern (10 Piloten, 25 Missionsspezialisten und 9 internationale Anwärter) die zweijährige Grundausbildung.
Kaum hatte Polansky sein Basistraining im Herbst 1998 beendet, wurde er als Pilot für seinen ersten Raumflug aufgestellt. Als „rechte Hand“ von STS-98-Kommandant Kenneth Cockrell flog er im Februar 2001 an Bord der Fähre Atlantis zur Internationalen Raumstation (ISS). Die fünfköpfige Besatzung lieferte das US-Labor Destiny, das mit drei Außenbordarbeiten installiert wurde. (Die Crew bezeichnete den Flug übrigens als AOD-Mission, weil drei Mitglieder – Polansky, Cockrell und Marsha Ivins – vor ihrem Eintritt ins Astronautenkader in der Aircraft Operations Division des JSC tätig waren.)
Nach STS-98 wurde Polansky als Verbindungssprecher (CapCom) im Kontrollzentrum des JSC eingeteilt. Im April 2002 erfolgte sogar die Beförderung zum Chef-CapCom. Ein Jahr später wurde er für acht Monate mit der Leitung der Astronautenausbildung betraut.
Bereits im August 2002 hatte die NASA Polansky (als Pilot auf STS-117) für seine nächste Mission nominiert. Das Training wurde jedoch nach einem halben Jahr abgebrochen, weil alle Shuttle-Flüge nach dem Columbia-Absturz eingestellt wurden.
Im Frühjahr 2005 wurde ihm dann die Leitung von STS-116 übertragen. Der Start zu diesem Raumflug erfolgte am 10. Dezember 2006 und die Landung zwei Wochen später.
Seinen dritten Raumflug absolvierte er mit der Raumfähre Endeavour. Die Mission STS-127 dauerte vom 15. Juli 2009 bis zum 31. Juli 2009.
Polansky verließ die NASA am 30. Juni 2012.
Polansky ist verheiratet und hat eine Tochter.